# Aspert de Velden
Pour les articles homonymes, voir Aspert.
Aspert de Velden (mort le 14 mars 893) est le huitième évêque de Ratisbonne de 891 à sa mort.

## Biographie
Vers 890, la chapelle de Velden est entre les mains d'Aspert, diacre et archichancelier du roi Arnulf de Carinthie. Il signe un contrat avec l'évêque Ambrichon de Ratisbonne vers 890 et, avec la permission du roi Arnulf, donne les églises de Feldun et Pauluszell et les villages de Gebensbach et Obergeiselbach aux abbayes Saint-Emmeran et Saint-Pierre de Ratisbonne. C'est pourquoi les évêques de Ratisbonne exercent désormais le droit de nomination à l'église et plus tard à la paroisse de Velden.
Comme les autres premiers évêques de Ratisbonne, il est également abbé mineur de Saint-Emmeran. Le 10 août 891, la ville de Ratisbonne subit un incendie, seul l'abbaye et quelques églises sont épargnées.
Seuls huit documents ont survécu de son bref épiscopat.